# Andokides-schilder

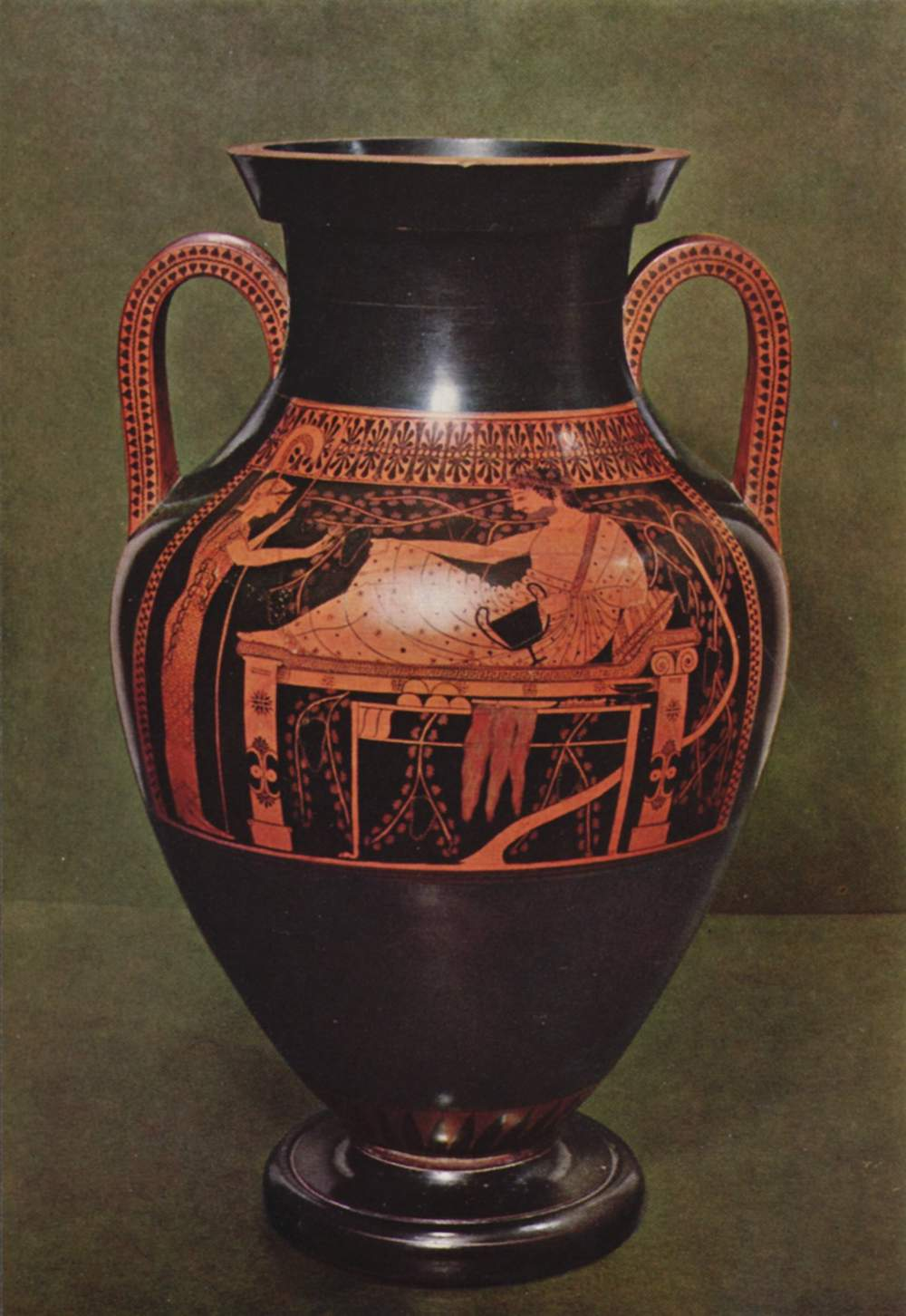
Herakles en Pallas Athena, geschilderd door de Andokides-schilder, circa 520 VC.

De Andokides-schilder (soms ook geschreven als Andocides-schilder) was een Attische (Atheense) schilder, die actief was tussen ca. 530 en 515 v.Chr., tijdens de late archaïsche periode. Zijn ware identiteit is tot op heden niet bekend. De naam Andokides-schilder is afgeleid van Andokides; een pottenbakker wiens vazen door deze schilder werden beschilderd. Er is een theorie dat Andokides zelf de schilder was, maar dit is niet met zekerheid na te gaan.
De Andokides-schilder is vooral bekend als de schilder die de roodfigurige stijl voor het beschilderen van vazen heeft geïntroduceerd.
De Andokides-schilder begon met zijn werk toen de zwartfigurige stijl nog overheersend aanwezig was in de Griekse schilderkunst. Hij was zeer waarschijnlijk een leerling van Exekias. Hij kwam met de destijds revolutionaire techniek om bij het schilderen van een vaas niet de silhouetten zelf, maar de achtergrond te glazuren. Op die manier werd de rode klei van de vaas de absorberende ondergrond waarop met zwart geschilderd kon worden. Deze techniek stelde schilders in staat gedetailleerdere tekeningen te maken. Vanaf 530 V. Chr. werd deze techniek steeds meer gebruikt.
De Andokides-schilder was niet de enige schilder die deze nieuwe techniek toepaste. Ook Oltos en Epiktetos stapten als een van de eersten over op de nieuwe techniek.
De favoriete onderwerpen van de Andokides-schilder waren mythologische figuren, zoals de Griekse goden en de held Herakles.
- Gemeinsame Normdatei: 118649116
- Union List of Artist Names: 500030596
- Virtual International Authority File: 95870311